# قنطريون أسود

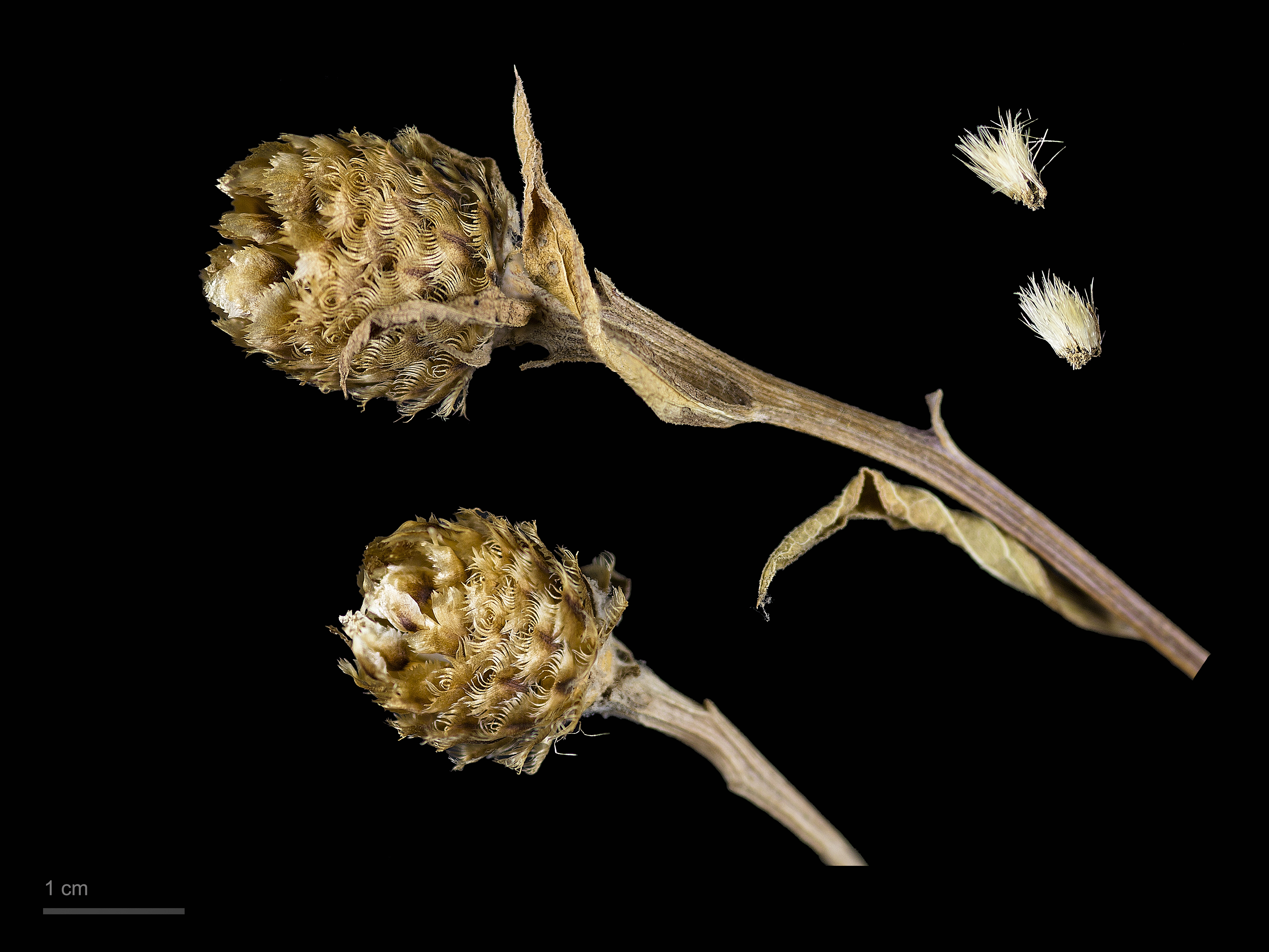
Centaurea nigra

القنطريون الأسود واسمه العلمي (باللاتينية: Centaurea nigra) نوع نباتي ينتمي إلى جنس القنطريون من الفصيلة النجمية.
موطنه المغرب العربي وغرب أوروبا.
النبات عشبي معمر يصل ارتفاعه إلى متر.